# 关建
关建（1916年2月—2015年3月27日），浙江杭州人，中华人民共和国政治人物，中华全国妇女联合会原副主席，第三、五届全国人大代表。

## 生平
1938年11月加入中国共产党。中华人民共和国建立後，歷任中共江苏省委妇委副书记、中共上海市提篮桥区委、虹口区委第一书记、长宁区委书记，中共上海市委妇委书记、上海市妇联主任、中共上海市委员会委员等職務。1988年离休。
2006年，捐款23万元人民币给希望工程，用於在江西省永修县立新乡興建希望小学。
2015年3月27日上午，於上海华东医院病逝，享年99岁。